# Jelovec Voćanski
Jelovec Voćanski es una localidad de Croacia en el municipio de Donja Voća, condado de Varaždin.

## Geografía
Se encuentra a una altitud de 303 m s. n. m. a 96 km de la capital nacional, Zagreb.

## Demografía
En el censo 2011, el total de población de la localidad fue de 86 habitantes.
| Gráfica de población de Jelovec Voćanski 1857-2011                  |
|                                                                     |
| Según los censos de población de la oficina estadística de Croacia. |